# The Libertines (Album)
The Libertines ist das zweite Studioalbum der gleichnamigen britischen Rockband The Libertines. Es wurde Ende August 2004 veröffentlicht, zu einem Zeitpunkt, als Pete Doherty nicht mehr mit der Band auftrat und The Libertines kurz davor waren, sich aufzulösen. Zuvor hatte Doherty im Sommer Versuche unternommen, von seiner Drogensucht loszukommen. Der Rest der Band weigerte sich mit Doherty zu spielen, solange er sich nicht von seinen Drogenproblemen lösen könne. Derweil spielte Anthony Rossomando als Ersatz auf der Tournee zum neuen Album.
Am 17. Dezember 2004 sollten The Libertines ihr vorerst letztes Konzert geben. Nach dem Auftritt in Paris beschloss Carl Barât, die Band ruhen zu lassen, eine offizielle Auflösung gab es somit nicht.
Als Produzent war zunächst Bernard Butler vorgesehen, der Gitarrist der 2003 aufgelösten Britpop-Band Suede. Da jedoch Doherty mit Butler nicht zurechtkam, kam wieder Mick Jones zum Zug. Das ehemalige Mitglied von The Clash hatte bereits beim Erstlingsalbum der Libertines, Up the Bracket, als Produzent gedient.

## Tracklist
1. Can’t Stand Me Now (Peter Doherty, Carl Barât, Richard Hammerton) – 3:23
2. Last Post on the Bugle (Doherty, Barât, Michael Bower) – 2:32
3. Don’t Be Shy (Doherty, Barât) – 3:03
4. The Man Who Would Be King (Doherty, Barât) – 3:59
5. Music When the Lights Go Out (Doherty) – 3:02
6. Narcissist (Barât) – 2:10
7. The Ha Ha Wall (Doherty, Barât) – 2:29
8. Arbeit Macht Frei (Doherty) – 1:13
9. Campaign of Hate (Doherty) – 2:10
10. What Katie Did (Doherty) – 3:49
11. Tomblands (Barât, Doherty) – 2:06
12. The Saga (Doherty, Paul Roundhill) – 1:53
13. Road to Ruin (Doherty, Barât) – 4:21
14. What Became of the Likely Lads (Doherty, Barât) / "France" (Barât) (Hidden track) – 5:54[1]

## Bonus-Tracks
In Japan erschien die CD mit drei weiteren Titeln:
00 15. Don’t Look Back into the Sun (New Version) (Doherty, Barât) 

00 16. Cyclops (Doherty, Peter Wolfe) 

00 17. Dilly Boys (Doherty, Barât)
Die australische Veröffentlichung hatte ebenfalls Bonus-Tracks:
00 15. France (Barât) 

00 16. Never Never (Doherty, Barât) 

00 17. I Got Sweets (Doherty, Barât)

## Singleauskopplungen
Am 9. August wurde der Album-Opener Can’t Stand Me Now als Single veröffentlicht. Am 25. Oktober folgte der Song What Became of the Likely Lads.

## Charts
In den britischen Albumcharts schaffte es das Album direkt auf die Spitzenposition. Das Album hielt sich danach insgesamt 21 Wochen in den britischen Charts. In Irland erreichte es Platz 5. Die beiden Singleauskopplungen kamen in Großbritannien auf Platz 2 (Can’t Stand Me Now) und Platz 9 (What Became of the Likely Lads).
| ChartsChartplatzierungen       | Höchstplatzierung | Wochen |
| ------------------------------ | ----------------- | ------ |
| Deutschland (GfK)              | 20 (5 Wo.)        | 5      |
| Österreich (Ö3)                | 31 (5 Wo.)        | 5      |
| Schweiz (IFPI)                 | 51 (3 Wo.)        | 3      |
| Vereinigtes Königreich (OCC)   | 1 (28 Wo.)        | 28     |
| Vereinigte Staaten (Billboard) | 111 (1 Wo.)       | 1      |

## Kritik
Die Kritik war fast durchweg positiv, einige Kritiker beurteilten das Album sogar hervorragend.
So wählten die Kritiker der Fachzeitschrift Rolling Stone The Libertines zum Album des Jahres 2004. Bei NME und Musikexpress kam das Album jeweils auf den zweiten Platz der Jahrescharts. Das Album fand auch Einlass in mehrere All-Time Charts (zum Beispiel 100 Greatest Albums of the Decade (NME, 2009) oder 150 Platten für die Ewigkeit (Visions, 2005)).

„Das Album gehört zum erhebendsten und brillantesten Rock’n’Roll der letzten zwanzig Jahre, dazu bestimmt, in die anspruchsvollsten CD-Spieler geklebt zu werden, von den Sozialwohnungssiedlungen bis hin zu den Landsitzen.“

„Carl Barât und Pete Doherty, das glamouröse Songwriter-Paar der Libertines, führen sich bereits nach ihrem ersten Album so auf, wie Jagger und Richards Ende der 70er. Hassliebe, Zerwürfnisse, Gefängnis, Solo-Projekte. Endstation Drogensucht. Beinahe wäre es so gekommen. Wie sehr es den unsichtbaren Libertines John Hassell (Bass) und Gary Powell (Drums) zu danken ist, dass stattdessen mitten im nach wie vor lodernden Fegefeuer der Eitelkeiten mit ‚The Libertines‘ ein derartiges Meisterwerk zustande kommen konnte, bleibt im Unklaren.“

Auch in Bezug auf das Covermotiv gab es Äußerungen. Das Bild, das Doherty und Barât einander umarmend zeigt, wurde am 8. Oktober 2003 von Roger Sargent geschossen. Doherty war an diesem Tag aus dem Gefängnis freigekommen, wo er wegen des Einbruchs in Barâts Wohnung einsitzen musste. Barât wartete vor dem Gefängnis auf ihn, und am selben Abend gaben sie einen Versöhnungsauftritt, der in Fachkreisen weithin als „Freedom Gig“ bekannt ist, im Tap’n’Tin, wo schließlich das Foto entstand.

„Das Album-Cover zeigt Barat und Doherty nach der Freilassung des Letzteren aus dem Gefängnis im vergangenen Jahr. Es ist ein erstaunliches Bild, das Paar strahlt Zärtlichkeit, Schmerz, Stolz, Zurückhaltung, einen Wunsch, zu beschützen und beschützt zu werden, aus. Hier sind zwei sich umklammernde Menschen, Matrosen auf einem Schiffswrack, nach dem Ufer suchend.“